# Voliba asphyctopa
Voliba asphyctopa là một loài bướm đêm trong họ Crambidae.